# 15001 Fuzhou
15001 Fuzhou è un asteroide della fascia principale. Scoperto nel 1997, presenta un'orbita caratterizzata da un semiasse maggiore pari a 2,9747979 au e da un'eccentricità di 0,1334113, inclinata di 11,47387° rispetto all'eclittica.
L'asteroide è dedicato all'omonima città cinese.